# Ernie McCoy
Ernie McCoy (eigentlich Ernest Clarence Musser senior; * 19. Februar 1921 in Reading, Pennsylvania; † 4. Februar 2001 in Port Orange, Florida) war ein US-amerikanischer Autorennfahrer.

## Karriere
Ernie McCoy startete 1953 und 1954 in fünf Läufen zur AAA-National-Serie. 1953 erreichte er als bestes Resultat zwei einen fünften Platz. (Milwaukee und Detroit).
Bei den 500 Meilen von Indianapolis war er zweimal am Start. Bei seinem ersten Antreten 1953 erreichte er auf einem Stevens-Offenhauser in derselben Runde wie der Sieger Bill Vukovich den achten Rang. 1954, diesmal auf einem Kurtis Kraft 500B-Offenhauser, erreichte er Rang 14, mit einem Rückstand von sechs Runden auf Bill Vukovich, der erneut gewann. Da das Rennen von 1950 bis 1960 als Weltmeisterschaftslauf der Formel 1 gewertet wurde, stehen auch zwei Grand-Prix-Starts in seiner Statistik.
Nach seiner Rennkarriere arbeitete er als Lastwagenfahrer.

## Statistik

### Indy-500-Ergebnisse
| Jahr | Startnr. | Start | Qual. (km/h) | Ergebnis | Runden | Führung | Ausfall |
| ---- | -------- | ----- | ------------ | -------- | ------ | ------- | ------- |
| 1953 | 12       | 20    | 218,722      | 8        | 200    | 0       |         |
| 1954 | 32       | 20    | 222,729      | 16       | 194    | 0       |         |
| 1955 | 69       | DNQ   |              |          |        |         |         |

| Legende  | Legende            | Legende                                                          |
| Farbe    | Abkürzung          | Bedeutung                                                        |
| -------- | ------------------ | ---------------------------------------------------------------- |
| Gold     | –                  | Sieg                                                             |
| Silber   | –                  | 2. Platz                                                         |
| Bronze   | –                  | 3. Platz                                                         |
| Grün     | –                  | Platzierung in den Punkten                                       |
| Blau     | –                  | Klassifiziert außerhalb der Punkteränge                          |
| Violett  | DNF                | Rennen nicht beendet (did not finish)                            |
| Violett  | NC                 | nicht klassifiziert (not classified)                             |
| Rot      | DNQ                | nicht qualifiziert (did not qualify)                             |
| Rot      | DNPQ               | in Vorqualifikation gescheitert (did not pre-qualify)            |
| Schwarz  | DSQ                | disqualifiziert (disqualified)                                   |
| Weiß     | DNS                | nicht am Start (did not start)                                   |
| Weiß     | WD                 | zurückgezogen (withdrawn)                                        |
| Hellblau | PO                 | nur am Training teilgenommen (practiced only)                    |
| Hellblau | TD                 | Freitags-Testfahrer (test driver)                                |
| ohne     | DNP                | nicht am Training teilgenommen (did not practice)                |
| ohne     | INJ                | verletzt oder krank (injured)                                    |
| ohne     | EX                 | ausgeschlossen (excluded)                                        |
| ohne     | DNA                | nicht erschienen (did not arrive)                                |
| ohne     | C                  | Rennen abgesagt (cancelled)                                      |
| ohne     | keine WM-Teilnahme |                                                                  |
| sonstige | P/fett             | Pole-Position                                                    |
| sonstige | 1/2/3/4/5/6/7/8    | Punktplatzierung im Sprint-/Qualifikationsrennen                 |
| sonstige | SR/kursiv          | Schnellste Rennrunde                                             |
| sonstige | *                  | nicht im Ziel, aufgrund der zurückgelegten Distanz aber gewertet |
| sonstige | ()                 | Streichresultate                                                 |
| sonstige | unterstrichen      | Führender in der Gesamtwertung                                   |